# 浅地紀幸
浅地 紀幸（あさぢ のりゆき、1967年（昭和42年）12月9日-）は、日本の実業家。

aDsFactory株式会社、NetReal株式会社 代表取締役社長。また、一般社団法人日本セールスプロモーション協会 代表理事。

## 経歴
- 1988年10月 - aDsFactory株式会社（旧社名：浅地デジタル彩図ファクトリー株式会社）設立。
  - 主な事業内容は、WEBサービスの開発／運営、DB構築、システム構築、サーバーホスティング、WEBサイト制作、スマートデバイス構築支援など。
- 2010年12月 - NetReal株式会社 設立。売上UP支援サイト「NetReal!」を運用。
  - 主なサービスは、法人名簿レンタル/販売・FAXDM代行・DM発送代行・電話営業代行・メール配信代行・ポスティング代行・SEO対策など。
- 2014年 1月 - 一般社団法人日本セールスプロモーション協会 設立。

## 所属団体
- 東京福井県人会 理事
- 東京福井県人会青年部 世話役
- 東京福井県人会部会委員会 委員長
- イエロー会 世話役
- 東京若越クラブ 幹事
- 東京日本橋ロータリークラブ
- JBC(日本ビジネス協会)
- ダイヤモンド経営者倶楽部
- 日本JCシニア・クラブ
- 東京JCシニアクラブ
- 東京明新会
- 元気な日本をつくる会
- 鎌倉稲門会
- 港志会
- その他